# Vysočany (Slowakije)
Vysočany (Hongaars: Viszocsány) is een Slowaakse gemeente in de regio Trenčín, en maakt deel uit van het district Bánovce nad Bebravou.
Vysočany telt 127 inwoners.